# Symbrenthia unifascia
Symbrenthia unifascia är en fjärilsart som beskrevs av Matsumura 1939. Symbrenthia unifascia ingår i släktet Symbrenthia och familjen praktfjärilar. Inga underarter finns listade i Catalogue of Life.